# Heterodrilus quadrithecatus
Heterodrilus quadrithecatus is een ringworm uit de familie van de Naididae. De wetenschappelijke naam van de soort is voor het eerst geldig gepubliceerd in 1981 door Erséus.